# Wunschkind
Wunschkind (с нем. — «Образцовый ребёнок») — четвёртый студийный альбом немецкой группы Oomph!, вышедший в октябре 1996 года на лейбле Dynamica.

## Об альбоме
Wunschkind — единственный альбом группы, с которого не выпускались синглы.

## Список композиций
1. Born-Praised-Kissed  (Рождён-Похвалён-Поцелован)
2. Wunschkind  (Желанный ребёнок)
3. You’ve Got It  (У тебя это есть)
4. Down in This Hole  (На самом дне)
5. Wälsungenblut  (Кровь Вельзунгов)
6. Krüppel  (Калека)
7. My Soubrette  (Моя горничная)
8. Mind over Matter  (Разум превыше материи)
9. Filthy Playground (Отвратительная игровая площадка)
10. I.N.R.I vs. Jahwe  (Иисус Назарянин Царь Иудейский против Яхве)
11. Song for Whoever  (Песня для кого-нибудь)
12. Der Alptraum der Kindheit  (Кошмар детства)

Новая редакция
1. Born-Praised-Kissed
2. Wunschkind
3. You’ve Got It
4. Down in This Hole
5. Wälsungenblut
6. Krüppel
7. My Soubrette
8. Mind over Matter
9. Filthy Playground
10. I.N.R.I vs Jahwe
11. Song for Whoever
12. Der Alptraum der Kindheit
13. Krüppel (Urteil Mix)
14. I.N.R.I. vs. Jahwe (Dies Irae Mix)